# 東大阪市立玉川中学校
東大阪市立玉川中学校（ひがしおおさかしりつ たまがわちゅうがっこう）は、大阪府東大阪市岩田町一丁目にある公立中学校。

## 沿革
- 1949年 - 創立

## 通学区域
- 東大阪市立玉川小学校と東大阪市立岩田西小学校の通学区域。

## 交通
- 近鉄奈良線 若江岩田駅または河内花園駅